# City and Colour
City and Colour — акустичний фолк/кантрі проєкт канадського співака і музиканта Далласа Гріна, також вокаліста і гітариста пост-хардкор групи Alexisonfire. Крім Далласа, в групі беруть участь кілька сесійних канадських інді-рок музикантів, таких як Деніель Романо і Спенсер Бертон з групи Attack in Black. 2009 року Даллас Грін в складі проєкту став володарем премії Juno Award в номінації «Кращий композитор року».

## Історія
Назва проєкту походить від імені Далласа Гріна: Даллас (англ. Dallas) — місто (англ. City), Грін (англ. Green; укр. Зелений) — колір (англ. Color). За словами самого Гріна, він вважав своє ім'я не відповідним і вирішив скористатися псевдонімом. Писати музику для сольного проєкту Даллас почав ще в 14 років, конкретно — композиції, які увійшли до альбому Sometimes, були розпочаті ним у вісімнадцятирічному віці, а закінчені в 2005 році.

### Sometimes(2005—2007)
Перші пісні City and Colour відразу були доступні в мережі Інтернет для вільного скачування, а пізніше, в перезаписанному вигляді, увійшли в перший альбом — Sometimes, реліз якого відбувся 1 листопада 2005 року. Альбом був позитивно оцінений як критиками, так і шанувальниками Гріна. Дизайн обкладинки був розроблений Скоттом МакЮеном в стилі олд-скул татуювань; МакЮен додав, що Грін, який вже на той час був значно татуйований, можливо, вирішиться нанести один з його малюнків на своє тіло.

### Bring Me Your Love(2008—2009)
Другим повноформатним альбом став Bring Me Your Love, який вийшов 12 лютого 2008 року. В процесі запису використовувалося кілька додаткових інструментів, яких не було раніше, наприклад, губна гармоніка, банджо або навіть хлопки долонями об коліна, що зробило його наближенішим до фолк-звучання. Крім того, в створенні альбому, Даллас співпрацював з іншими музикантами, такими як канадський музикант Гордон Дауні з Tragically Hip (в композиції «Sleeping Sickness»), Метт Салліван з Attack in Black в декількох композиціях. Перший сингл з альбому, «Waiting…», вийшов на офіційній сторінці Далласа на MySpace разом з додатковими відео-матеріалами зі знімання відеокліпу. 2 грудня 2008 Dine Alone Records випустили обмежений тираж (5000 копій в Північній Америці і 1000 в Австралії) спеціального видання альбому, з іншим варіантом обкладинки і декількома додатковими треками. У Канаді було доступне передзамовлення з 20 листопада.
Альбом названий на честь роману Чарльза Буковскі, який також згадується в пісні «As Much As I Ever Could.» Грін прокоментував це в одному з інтерв'ю, що у нього не вистачило думок для такої кількості пісень, і він побачив книгу Буковскі в книжковому магазині під час туру з Alexisonfire і вирішив запозичити назву.
26 вересня 2008 року, City and Colour разом з декількома сесійними музикантами вирушили в перший тур по Канаді на підтримку свого альбому, де зіграли з такими виконавцями як Tegan and Sara та Girl in a Coma. Пізніше, тур перейшов в американський, з підтримкою блюз-музиканта Вільяма Уітмора.

### Little Hellі подальші плани (2010—теперішній час)
У січні 2010 року, City and Colour вирушили в друге турне по США на підтримку Bring Me Your Love разом з флок-співачкою Lissie, а пізніше — в тур по Великій Британії  саппортом Pink та Бутча Уолкера разом з іншими хедлайнерами. Під час туру, Даллас Грін виконав дві нові пісні — «Silver and Gold» і «Oh Sister», а також два кавери — «Murderer» на інді-рок-групу Low, і «Grinnin 'In Your Face» американського співака Son House . В інтерв'ю Alter the Press Грін сказав, що у нього вже є кілька готових пісень, які потрібно тільки записати, натякаючи тим самим на підготовку третього студійного альбому в 2011 році. За його словами, він підготував близько 15-ти пісень, приблизно 10 з яких увійдуть до можливого альбому.
2 вересня 2010 року, на MTV News Canada, Даллас Грін разом з номінантом премії Polaris Music Prize репером Shad, виконав ремікс однієї з його пісень..
Офіційно про початок роботи над третім альбомом City and Colour було оголошено 30 вересня 2010 року, а орієнтовна дата випуску призначена на січень 2011, після того, як будуть підготовлені 14 композицій альбому. В інтерв'ю Даллас згадав кілька деталей альбому: «Буде багато музично незвичайних пісень. Там буде і піаніно, і інші інструменти і не тільки». Пізніше, в інтерв'ю з Шоном Фрейзером журналу Reverb Magazine, він розповів, що наявного матеріалу досить і на ще один альбом, який, можливо, вийде навесні 2011. 15 лютого 2011, композиція City and Colour «Northern Wind» увійшла в саундтрек до одного з епізодів телесеріалу «Школа виживання». Третій альбом, Little Hell, вийшов 7 червня 2011 року. Треклист альбому був розміщений 23 березня на сайті офіційному сайті City and Colour.
У березні 2011 року, Даллас Грін разом з музикантами виступив на врученні Juno Award 2011 у Торонто, де виконав чотири пісні. Перший сингл з альбому Little Hell, «Fragile Bird», вийшов 5 квітня 2011 року на австралійському радіо Triple J. Сингл став успішним і дістався до першого місця Canadian Rock/Alternative Chart. У серпні 2011 року Даллас оголосив, що через труднощі в роботі відразу в двох колективах, він залишає Alexisonfire щоб зосередитися на City and Colour.

## Дискографія

### Студійні альбоми
- Sometimes (2005)
- Bring Me Your Love (2008)
- Little Hell (2011)
- The Hurry and the Harm (2013)
- If I Should Go Before You (2015)

### Міні-альбоми
- Simple Songs (Demo Tape) (2004)
- The Death of Me (EP) (2004)
- Missing EP (2005)
- Live Session EP (iTunes Exclusive) (2008)
- The MySpace Transmissions (2008)
- Live at the Verge (2010)
- Live at the Orange Lounge EP (2010)
- iTunes Live: SXSW (Live in Austin, TX/2011) (2011)